# Cao nguyên Di Linh
Cao nguyên Di Linh là một trong hai cao nguyên chính bao gồm phần lớn diện tích tỉnh Lâm Đồng (cao nguyên thứ hai là Lâm Viên). Cao nguyên này có độ cao trung bình là 1000m so với mặt biển. Cao nguyên này chiếm trên 50% diện tích tỉnh Lâm Đồng.
Cao nguyên Di Linh có thể chia thành hai phần: phần phía Bắc tương đối bằng phẳng ở các huyện Đơn Dương, Đức Trọng, Lâm Hà; phần phía Nam bị chia cắt nhiều bởi núi, đồi, sườn dốc, thung lũng hẹp ở các huyện Di Linh, Bảo Lộc. Lưu trữ ngày 2 tháng 1 năm 2009 tại Wayback Machine
Thổ nhưỡng và khí hậu của cao nguyên Di Linh phù hợp cho việc trồng chè và cà phê (nhất là cà phê robusta).

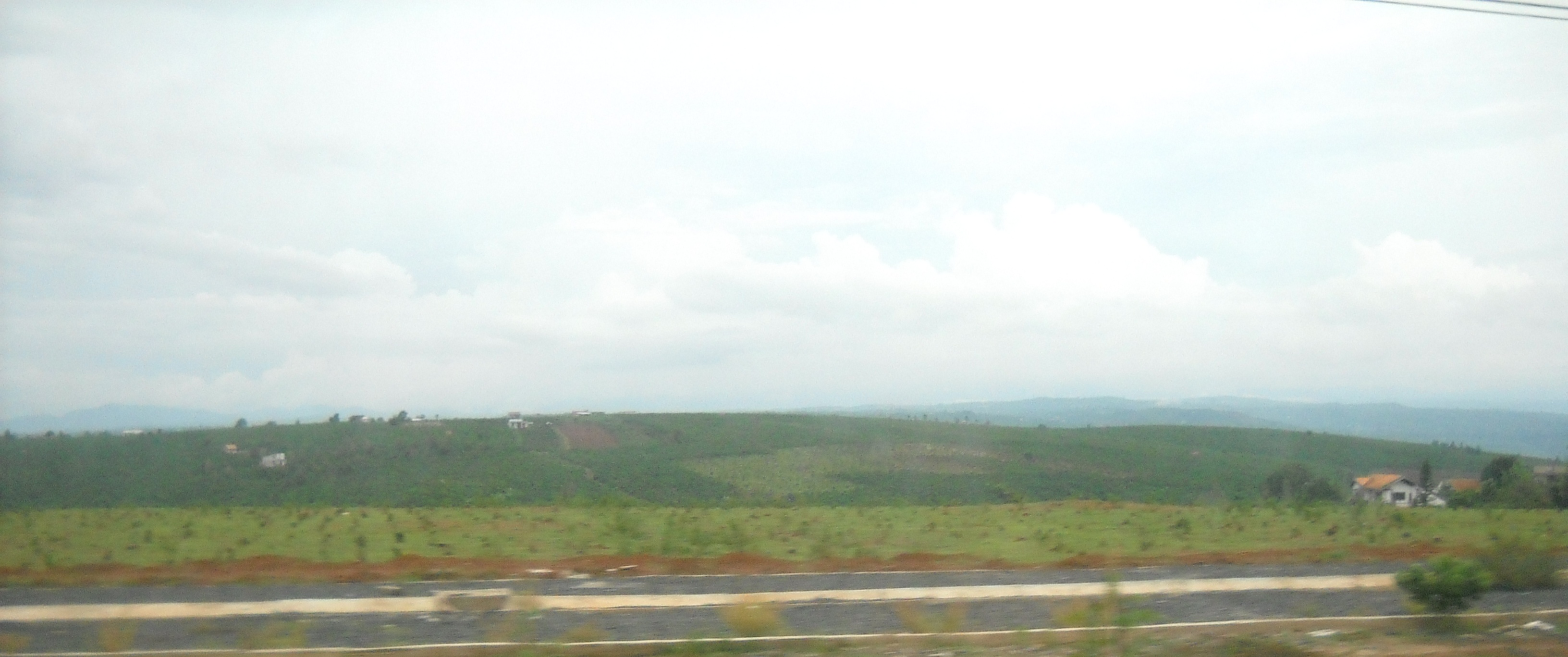
trên cao nguyên Di Linh
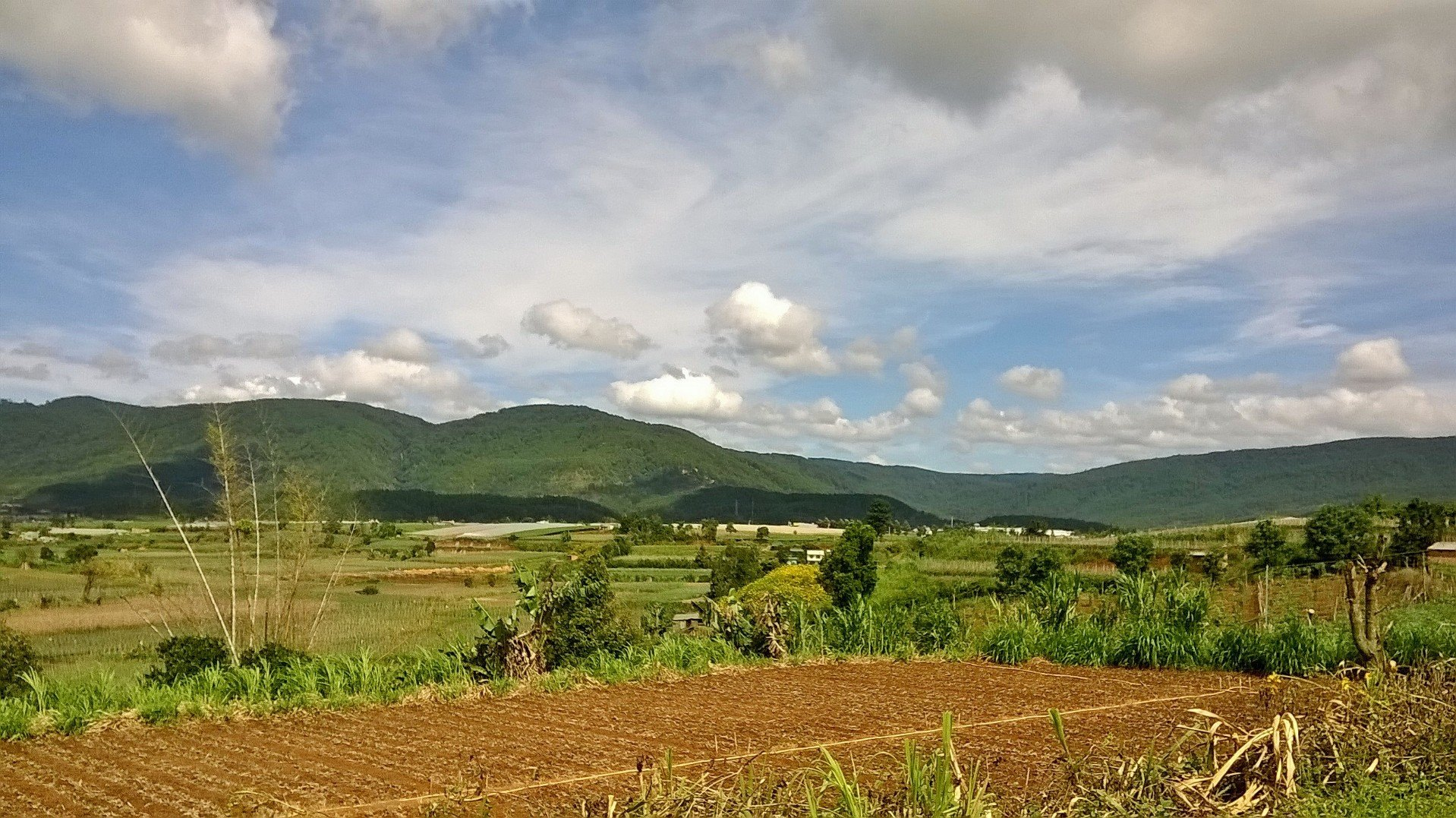
quang cảnh tại huyện Đơn Dương